# Liriomyza homeri
Liriomyza homeri är en tvåvingeart som beskrevs av Spencer 1976. Liriomyza homeri ingår i släktet Liriomyza och familjen minerarflugor. Inga underarter finns listade i Catalogue of Life.